# Спілка дизайнерів України
Спілка дизайнерів України — всеукраїнська творча спілка, заснована 1987 року,

## Члени спілки
Членами спілки є понад тисяча професійних дизайнерів у сферах:
- промисловий дизайн
- графічний дизайн
- дизайн середовища, інтер'єру, меблів
- дизайн одягу, тканин, предметів легкої промисловості
- дизайн ювелірних виробів
- дизайн освіти

## Структура
До Російсько-української війни спілка мала відділення в Києві та обласних центрах: Дніпропетровську, Донецьку, Запоріжжі, Івано-Франківську, Львові, Миколаєві, Одесі, Рівному, Севастополі, Сімферополі, Сумах, Харкові, Херсоні, Хмельницькому, Черкасах.

## Діяльність
Спілка сприяє та організовує події, пов'язані з творчістю та дизайном, включаючи виставки та конкурси на кращі твори дизайну. Вона також готує та публікує матеріали з професійної тематики, займається видавничою діяльністю та співпрацює з провідними навчальними закладами України, щоб підтримувати творчі та наукові зв'язки з майбутніми дизайнерами.